# Voile aux Jeux olympiques d'été de 2020 - Nacra 17 mixte
Pour un article plus général, voir Voile aux Jeux olympiques d'été de 2020.
Navigation
Rio de Janeiro 2016 Paris 2024
L'épreuve de Nacra 17 à foil mixte des Jeux olympiques d'été de 2020 a lieu du 28 juillet au 3 août à Tokyo.
Les régates se déroulent à Kamakura, Zushi et au sein du port d'Eno-shima situé sur une petite île dans la baie de Sagami.

## Format de la compétition
Cette épreuve comprend une série de 12 régates. À chaque régate, les points sont attribués en fonction de la position : l'équipage vainqueur obtient un point, le deuxième marque deux points, et ainsi de suite.
Après les 12 premières régates, les points attribués dans la course où l'équipage a réalisé sa plus mauvaise performance sont retirés et les points restants sont additionnés.
Les 10 équipages avec les meilleurs scores disputent ensuite la régate finale s'appelant la course aux médailles pour laquelle les points sont doublés : deux points pour la première place, quatre points pour la deuxième place et ainsi de suite.
Le total des points obtenus à l’issue de la course aux médailles détermine le classement, ainsi l'équipage ayant le score le plus bas est déclaré vainqueur
Pendant les courses, les bateaux effectuent un parcours en forme d’énorme triangle, se dirigeant vers la ligne d'arrivée après avoir affronté le vent dans les trois directions. Ils doivent passer les bouées de marquage un certain nombre de fois et dans un ordre prédéterminé.

## Programme
| 28 juillet                 | 29 juillet                 | 30 juillet | 31 juillet                 | 1er août                      | 2 août | 3 août               |
| -------------------------- | -------------------------- | ---------- | -------------------------- | ----------------------------- | ------ | -------------------- |
| Course 1 Course 2 Course 3 | Course 4 Course 5 Course 6 | Repos      | Course 7 Course 8 Course 9 | Course 10 Course 11 Course 12 | Repos  | Course aux médailles |

## Résultats
|                                     |                                                     | Courses | Courses | Courses | Courses | Courses | Courses | Courses | Courses | Courses | Courses | Courses | Courses | Total | Course aux médailles | Total final |
| ----------------------------------- | --------------------------------------------------- | ------- | ------- | ------- | ------- | ------- | ------- | ------- | ------- | ------- | ------- | ------- | ------- | ----- | -------------------- | ----------- |
| Médaille d'or, Jeux olympiques      | Ruggero Tita Caterina Banti                         | 1       | 3       | 1       | 2       | 5       | 1       | 8       | 3       | 2       | 2       | 1       | 2       | 23    | 12                   | 35          |
| Médaille d'argent, Jeux olympiques  | John Gimson Anna Burnet                             | 7       | 5       | 2       | 1       | 1       | 2       | 5       | 10      | 1       | 5       | 2       | 4       | 35    | 10                   | 45          |
| Médaille de bronze, Jeux olympiques | Paul Kohlhoff Alica Stuhlemmer                      | 5       | 1       | 7       | 3       | 3       | 11      | 3       | 2       | 8       | 3       | 6       | 6       | 47    | 16                   | 63          |
| 4                                   | Lin Cenholt Christian Lubeck                        | 8       | 8       | 10      | 7       | 2       | 4       | 13      | 11      | 11      | 1       | 3       | 1       | 66    | 4                    | 70          |
| 5                                   | Jason Waterhouse Lisa Darmanin                      | 2       | 11      | 4       | 4       | 7       | 8       | 1       | 5       | 4       | 6       | 5       | 8       | 54    | 18                   | 72          |
| 6                                   | Tara Pacheco van Rijnsoever Florián Trittel         | 4       | 6       | 6       | 10      | 6       | 3       | 7       | 1       | 7       | 9       | 13      | 3       | 62    | 14                   | 76          |
| 7                                   | Santiago Lange Cecilia Carranza Saroli              | 6       | 2       | 5       | 8       | 4       | 6       | 6       | 14      | 10      | 8       | 11      | 9       | 75    | 2                    | 77          |
| 8                                   | Quentin Delapierre Manon Audinet                    | 18      | 4       | 3       | 5       | 9       | 7       | 10      | 4       | 13      | 7       | 7       | 7       | 76    | 8                    | 84          |
| 9                                   | Riley Gibbs Anna Weis                               | 9       | 7       | 12      | 6       | 11      | 13      | 9       | 12      | 5       | 13      | 4       | 5       | 93    | 6                    | 99          |
| 10                                  | Samuel Albrecht Gabriela Nicolino                   | 10      | 14      | 9       | 9       | 10      | 10      | 2       | 7       | 6       | 18      | 10      | 10      | 97    | 20                   | 117         |
| 11                                  | Thomas Zajac Barbara Matz                           | 3       | 10      | 8       | 14      | 13      | 5       | 12      | 13      | 9       | 4       | 12      | 11      | 100   | Eliminés !           | Eliminés !  |
| 12                                  | Micah Wilkinson Erica Dawson                        | 11      | 12      | 13      | 11      | 8       | 12      | 15      | 9       | 18      | 17      | 8       | 14      | 130   | Eliminés !           | Eliminés !  |
| 13                                  | Sinem Kurtbay Akseli Keskinen                       | 16      | 9       | 19      | 13      | 14      | 9       | 18      | 8       | 12      | 11      | 9       | 12      | 131   | Eliminés !           | Eliminés !  |
| 14                                  | Emil Jarudd Cecilia Jonsson                         | 17      | 13      | 11      | 16      | 12      | 14      | 19      | 16      | 3       | 10      | 16      | 16      | 144   | Eliminés !           | Eliminés !  |
| 15                                  | Shibuki Iitsuka Eri Hatayama                        | 12      | 18      | 15      | 12      | 15      | 16      | 14      | 6       | 14      | 19      | 15      | 13      | 150   | Eliminés !           | Eliminés !  |
| 16                                  | Xuezhe Yang Xiaoxiao Hu                             | 13      | 19      | 14      | 15      | 16      | 15      | 16      | 20      | 16      | 14      | 14      | 15      | 167   | Eliminés !           | Eliminés !  |
| 17                                  | Enrique Figueroa Suarez Gretche Ortiz Pacheco       | 15      | 16      | 16      | 18      | 18      | 19      | 4       | 17      | 19      | 15      | 18      | 18      | 17    | Eliminés !           | Eliminés !  |
| 18                                  | Pablo Defazio Abella Dominique Knuppel Artagaveytia | 21 DSQ  | 15      | 17      | 17      | 17      | 17      | 11      | 18      | 15      | 16      | 17      | 19      | 179   | Eliminés !           | Eliminés !  |
| 19                                  | Nicholas Fadler Martinsen Martine Steller Mortensen | 14      | 17      | 18      | 19      | 19      | 18      | 17      | 15      | 17      | 12      | 19      | 17      | 183   | Eliminés !           | Eliminés !  |
| 20                                  | Mehdi Gharbi Rania Rahali                           | 19      | 20      | 20      | 20      | 20      | 21 DNF  | 20      | 19      | 20      | 21 DNF  | 20      | 20      | 219   | Eliminés !           | Eliminés !  |

## Médaillés
| Or                                      | Argent                              | Bronze                                     |
| Ruggero Tita (ITA) Caterina Banti (ITA) | John Gimson (GBR) Anna Burnet (GBR) | Paul Kohlhoff (GER) Alica Stuhlemmer (GER) |